# Jellisonia hayesi
Jellisonia hayesi är en loppart som beskrevs av Hamilton Paul Traub 1950. Jellisonia hayesi ingår i släktet Jellisonia och familjen fågelloppor.

## Underarter
Arten delas in i följande underarter:
- J. h. hayesi
- J. h. breviloba